# Érd NK
Dernière mise à jour : 19 juin 2022.
L'Érd Női Kézilabda est un club féminin de handball basé à Érd en Hongrie.
Six fois troisième du championnat de Hongrie consécutivement entre 2013 et 2018, le club réalise d'importantes coupes budgétaires en 2020, invitant l'ensemble des joueuses sauf trois espoirs à quitter le club. 

## Palmarès
- 3e du championnat de Hongrie en 2013, 2014, 2015, 2016, 2017 et 2018
- finaliste de la Coupe de Hongrie en 2016 et 2018

## Effectif actuel
L'effectif pour la saison 2022-2023 est :
- Gardiennes de but
  - 01  Gréta Hadfi
  - 12  Kamilla Kántor
  - 0?  Kyra Csapó
- Ailières droites
  - 07  Lilla Csáki
  - 0?  Bernadett Bódi
  - 0?  Fruzsina Azari
- Ailières gauches
  - 14  Bozsana Fekete
  - 24  Laura Mézes
  - 0?  Fanni Gerencsér
- Pivots
  - 02  Sára Paróczy
  - 44  Réka Sztankovics
  - 83  Dorottya Kiss
- Arrières gauches
  - 08  Barbara Kopecz
  - 19  Dóra Horváth
  - 34  Mariann Kóka
  - 46  Gabriella Landi
  - 0?  Klára Csiszár-Szekeres
- Demi-centres
  - 20  Noémi Mód
  - 0?  Zsófi Csáki
- 0?  Lilla Puskás
- Arrière droite
  - 0?  Krisztina Zimek
- Entraîneur
  - Roland Horváth

## Joueuses célèbres
Parmi les joueuses ayant évolué au club, on trouve :
- Anđela Bulatović (2015-2018)
- Julie Foggea (2017-2020)
- Kristina Elez (Franić) (2012-2013)
- Mireya González (2015-2018)
- Markéta Jeřábková (2018-2020)
- Katarina Krpež Šlezak (2014-2020)
- Coralie Lassource (2017-2019)
- Jelena Lavko (2018-2020)
- Alexandra do Nascimento (2019-2020)
- Mariama Signaté (2014-2018)
- Jamina Roberts (2017-2018)
- Tímea Tóth (2010-2013)
- Krisztina Triscsuk (2013-2014)